# Museu da Memória Audiovisual do Maranhão
O Museu da Memória Audiovisual do Maranhão é um museu localizado na cidade de São Luís, no Maranhão, no bairro do Desterro e vinculado à Fundação Nagib Haickel. Tem o objetivo de preservar a história audiovisual do povo maranhense, das cidades e dos costumes do estado do Maranhão.

## Histórico
Criado em 2010, fica localizado no prédio (feito de alvenaria de pedra argamassada com cal de sarnambi e óleo de peixe) da antiga Companhia de Navegação Jaracati, às margens do rio Bacanga. A Companhia era proprietária de barcos à vela que faziam a ligação entre São Luís e todo o litoral maranhense, bem como dos navios gaiola que navegavam nos rios Pindaré, Itapecuru, Mearim e Munim, transportando, açúcar, algodão, arroz, babaçu e passageiros.
Com a proposta de ser um polo de memória, documentação e pesquisa, é procurado por historiadores, antropólogos e sociólogos fotógrafos, jornalistas, artistas, cineastas, professores e estudantes.
O acervo é composto por manifestações artísticas, culturais e sociais, material gráfico, sonoro e visual de interesse à memória do Maranhão. São filmes, documentários, fotos (em suporte digital), fitas, discos, gravações de rádio, gravações de TVs e toda uma gama de materiais de áudio e vídeo nos diferentes gêneros.Tem o maior acervo de fotos antigas do estado, com mais de 30 mil imagens, dos séculos XIX e XX.
O MAVAM também está aberto para o recebimento de arquivos fotográficos e audiovisuais de famílias, empresas e instituições para digitalização.